# Set redundancy compression
En ciencias de la computación y teoría de la información, set redundancy compression (SRC) son métodos de compresión de datos que explotan redundancias entre grupos de datos individuales de un conjunto, usualmente un conjunto de imágenes similares. Dentro de los campos en los que se usa se destacan las imágenes médicas y satelitales. Los principales métodos son diferencial mín-máx, predictivo mín-máx y el método centroide.

## Métodos

### Diferencial mín-máx
En el método diferencial mín-máx, min-max differential (o MMD por sus sigla en inglés), por cada posición (píxel), se selecciona el valor más alto o el más bajo. Y luego, en cada imagen, se almacena la diferencia de cada una de sus posiciones con respecto al valor previamente seleccionado.

### Predictivo mín-máx
En el método predictivo mín-máx, min-max predictive (o MMP): Es un método más complicado, pero más poderoso, que el MMD. En este caso se comienza tomando tanto el valor más bajo como el más alto que puede tomar una posición dentro del grupo. Considerando que cualquier valor en esa posición debe encontrarse dentro de ese rango, se representa la posición dentro de ese rango como "nivel" (level), tal como se describe en la siguiente fórmula:
En las imágenes, los puntos vecinos suelen tener el mismo nivel, o al menos tienden a tener valores cercanos, con mucho menos diferencia que sus valores absolutos. Entonces, el método predictivo se basa en esta característica para predecir que el valor será similar al del punto anterior, o a un punto vecino.